# Maspex
Grupa Maspex Wadowice (prescurtat: Maspex) este o companie alimentară multinațională poloneză, cu sediul în orașul Wadowice (voievodatul Polonia Mică) din Polonia. Ea s-a dezvoltat mai ales prin achiziții în Europa Centrală și de Est și a devenit proprietara a peste 20 de companii și unul dintre cei mai mari producători de alimente din regiunea central-estică a Europei.

## Istoric

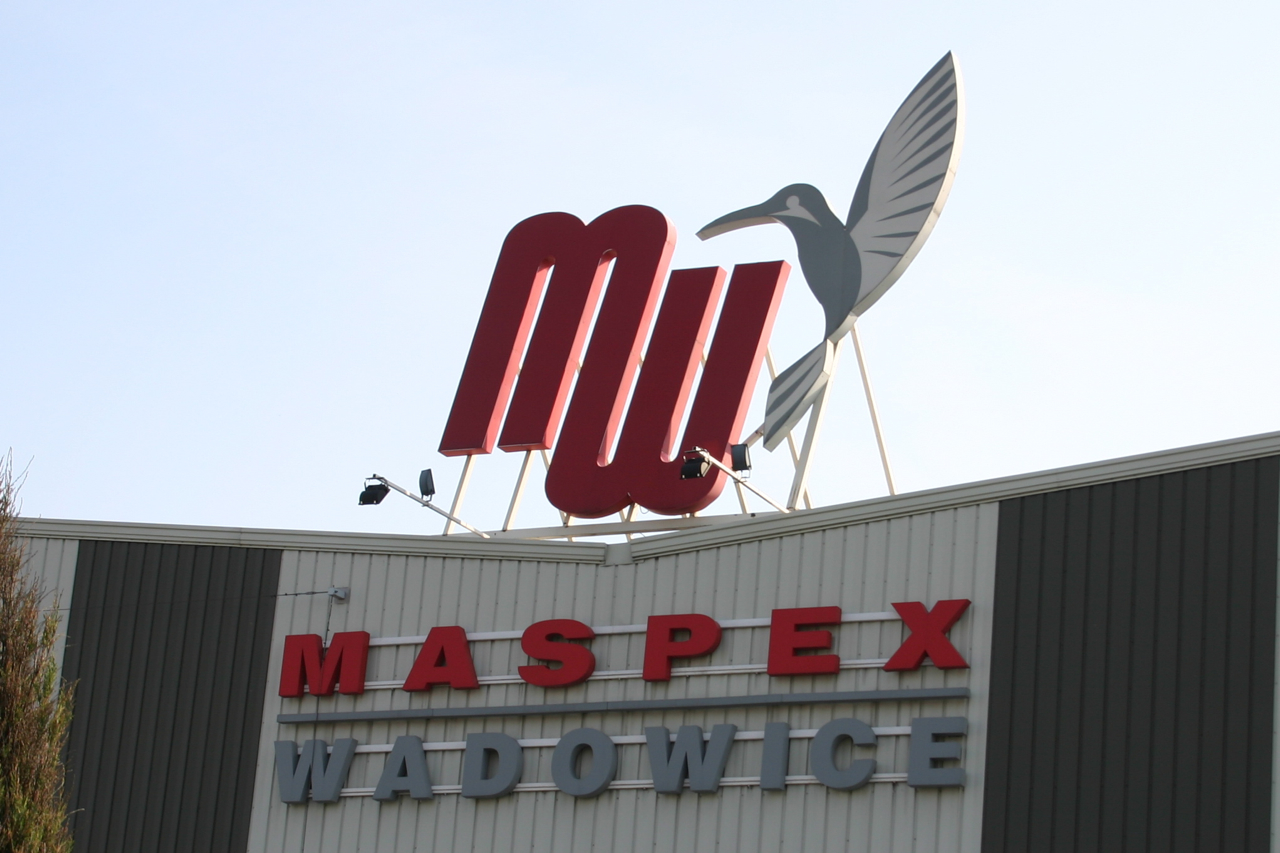
Sigla companiei

Compania Maspex Sp. z o.o. a fost fondată în anul 1990 la inițiativa a cinci persoane: Sławomir Rusinek, Krzysztof Pawiński, Józef Szczur, Zdzisław Struglik și Jerzy Kasperczyk și s-a ocupat inițial cu ambalarea cafelei și a cremelor de cacao. Ea a început să producă în 1993 ceaiuri de fructe și băuturi instant pe bază de cafea, cacao, cappuccino și ciocolată. În 1995, Maspex a achiziționat compania Polska Żywność S.A. din Olsztynek (voievodatul Varmia și Mazuria), care era specializată în producția de sucuri din fructe și legume (sub marca Kubuś). În anii 1998–1999 compania a deschis primele sale magazine din străinătate în Cehia, România, Ungaria și Slovacia. Maspex a achiziționat apoi în 1999 companiile concurente Anin și Tymbark, care produceau nectaruri.
În 2000, compania a deschis o fabrică de sucuri și băuturi în orașul Tychy. Doi ani mai târziu, au fost înființate alte companii în orașele Kaliningrad și Moscova din Rusia. În martie 2003, Grupul Maspex a achiziționat compania Lubella, extinzându-și astfel oferta prin includerea de produse precum pastele făinoase, cereale pentru micul dejun, crupe și făinuri. În septembrie același an, grupul a cumpărat acțiuni ale companiei Polski Lek – un producător de vitamine și tablete efervescente.
În 2004, compania a deschis o reprezentanță în Ucraina, iar în decembrie același an a achiziționat o parte din acțiunile Walmark, o companie care se ocupa cu producția de sucuri pentru piețele cehă și slovacă, și toate acțiunile Olympos – un producător ungar de sucuri, nectaruri și băuturi din fructe. În anul 2005, grupul a achiziționat acțiuni la mai multe companii: Plusssz Vitamin Kft, Apenta (o marcă maghiară de apă minerală) și Queen's – un producător bulgar de sucuri.
Doi ani mai târziu, Maspex s-a extins în România prin achiziția acțiunilor companiei Arnos din Oradea – un producător național de paste. În anul 2008 a fost achiziționată fabrica rusă de băuturi Mark IV, care a fost vândută în 2021. În 2009 a fost inaugurat Centrul de logistică din Tychy. În același an, Maspex a deschis un complex de producție și depozitare în România. În 2010, grupul a intrat în categoria băuturilor energizante prin începerea cooperării cu Fundația „Equal Opportunities” și cu Dariusz Tiger Michalczewski. În 2011, compania era prezentă în 30 de țări din Europa, precum și în SUA si Canada. În 2012, compania din Wadowice a achiziționat Salatini și Capollini, mărci românești de covrigei și biscuiți. În 2015 Maspex a achiziționat fabrica de fructe și legume Agras Nova din Kotlin (powiatul Jarocin), care producea conservele corespunzătoare sub mărcile comerciale DrWitt, Krakus, Łowicz, Tarczyn, Włocławek și Fruktus. Extinderea pe piața românească a continuat în 2016 cu achiziția fabricii de apă minerală Rio Bucovina. În 2017 a avut loc o altă achiziție – compania Aquarex AD, care produce apă minerală naturală Velingrad la o fabrică din Bulgaria. În 2018, Maspex a inaugurat un complex de producție și un centru logistic la uzina Lubella din Lublin și apoi a deschis un complex de producție și logistică la uzina Tymbark din Olsztynek.
Începând din 2019, pe baza unui acord încheiat cu concernul elvețian Nestlé, Maspex deține o licență exclusivă pentru producția și distribuția de băuturi pe bază de ceai Nestea pe majoritatea piețelor din Europa Centrală. Inițial, din luna iunie, ea acoperea doar Ungaria, România și Bulgaria, dar în ianuarie 2020 s-a extins, de asemenea, în Polonia, Cehia, Slovacia, Lituania, Letonia și Estonia. În februarie 2022, Maspex Group a achiziționat mărcile de alcool Żubrówka, Soplica⁠(d), Absolwent⁠(d) și Bols de la compania rusă Roust International pentru 980 de milioane de dolari. În anul 2024 compania producea anual aproximativ 2,2 miliarde de litri de sucuri, nectaruri și alte băuturi pe cele 260 de linii de producție, 250.000 de tone de paste și produse pe bază de cereale, 180.000 de tone de gemuri și conserve și 145 de milioane de litri de alcool.

## Producție și vânzări

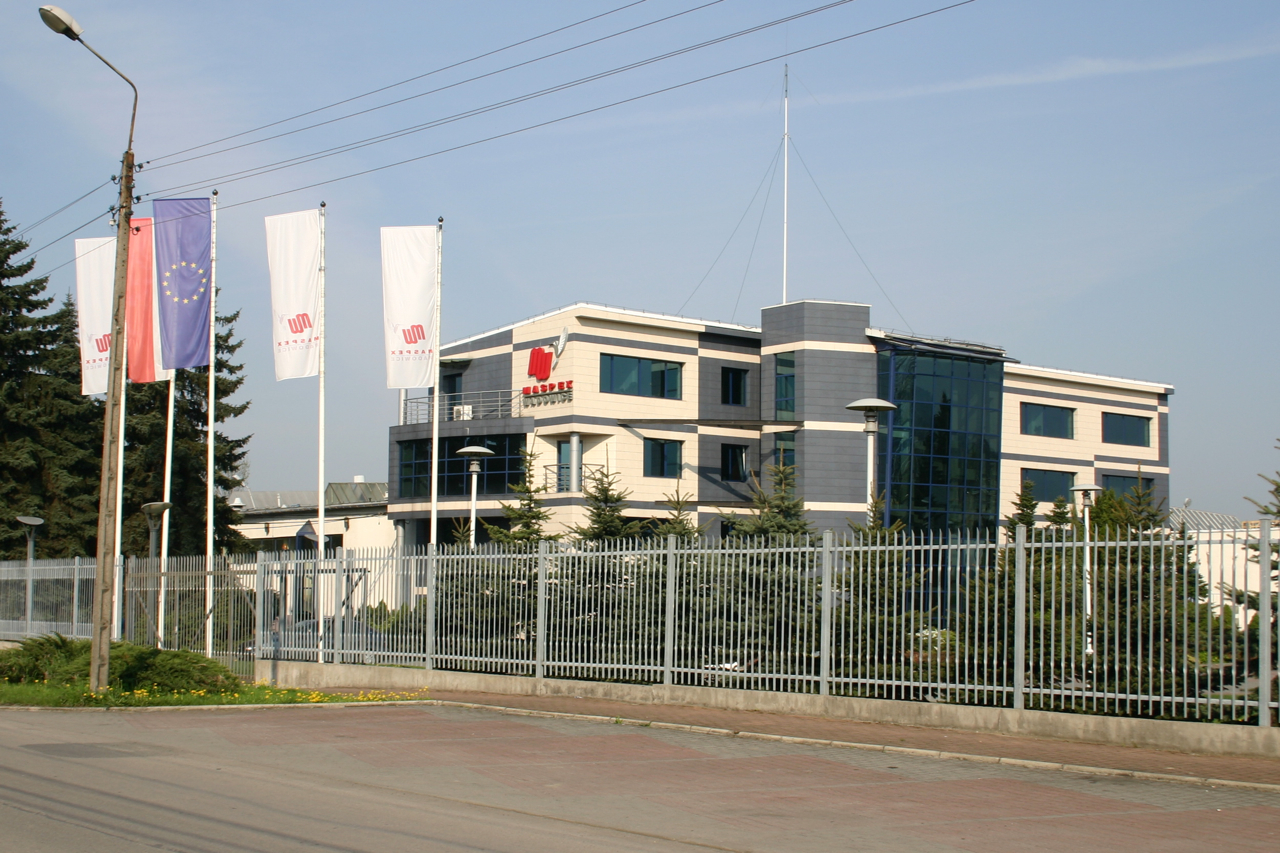
Clădirea Maspex din Wadowice

În anul 2025 Maspex a procesat 410 de mii de tone de legume și fructe și a măcinat 140 de mii de tone de grâu din care se fac dulcețuri, sucuri, nectaruri, băuturi, paste și multe alte produse. Cele 17 fabrici ale grupului erau situate în 5 țări din Europa Centrală și de Est:
- 10 în Polonia — Oborniki (voievodatul Polonia Mare), Olsztynek șі Korsze (voievodatul Varmia și Mazuria), Białystok, Wadowice șі Tymbark (voievodatul Polonia Mică), Wąsosz Dolny șі Tychy (voievodatul Silezia), Łowicz (voievodatul Łódź) șі Lublin;
- 4 în România — Vatra Dornei (județul Suceava), Vălenii de Munte (județul Prahova), Giurgiu șі Timișoara;
- câte una în Bulgaria (Velingrad, regiunea Pazardjik), Ungaria (Nyárlőrinc, județul Bács-Kiskun) și Cehia (Veselí nad Lužnicí, regiunea Boemia de Sud).[30]

Grupul Maspex avea 4 centre de logistică și distribuție și 18 depozite în Bulgaria, Cehia, Polonia, România și Ungaria, cu o capacitate de depozitare de 590.000 de paleți⁠(d) și cu o capacitate de transport de până la 20.000 de paleți pe zi.

## Produse
Compania deține 63 de mărci și comercializează peste 2.300 de produse. Printre mărcile comercializate de Maspex se numără Kubuś, Tymbark, Life (sucuri de fructe), Coffeeta (pudră de cremă de cafea) și Lubella (paste).

## Campanii sociale
Compania a fost implicată într-o serie de campanii sociale, cum ar fi turneul de fotbal Tymbark Cup organizat de Asociația Poloneză de Fotbal, care este sponsorizat începând din 2007 de Tymbark, una dintre mărcile controlate de Grupul Maspex. Acest turneu are ca scop descoperirea tinerelor talente și promovarea fotbalului în rândul elevilor polonezi. Sunt conferite, cu acest prilej, titluri de campioni ai Poloniei la diferite categorii de vârstă atât în competițiile de băieți, cât și în competițiile de fete, iar meciurile finale sunt disputate pe Stadionul Național din Varșovia. Turneul Tymbark Cup a contribuit la dezvoltarea carierei unor jucători ca Piotr Zieliński, Paulina Dudek⁠(d) și Arkadiusz Milik.
Prietenii Naturii Kubuś (Kubusiowi Przyjaciele Natury) este un proiect educațional susținut de brandul Kubuś, care are ca scop creșterea conștiinței ecologice în rândul copiilor preșcolari din Polonia.
Începând din 2018, compania participă la proiectul Parasol Historii, al cărui obiectiv este păstrarea memoriei Revoltei din Varșovia și a oamenilor care au participat la ea. În cadrul acestui proiect, compania oferă ajutor veteranilor aflați încă în viață ai Revoltei și desfășoară activități educaționale sub egida Muzeului Insurecției din Varșovia.